# Anumeta azelikoula
Anumeta azelikoula là một loài bướm đêm trong họ Erebidae.